# Balvenie Castle
Balvenie Castle ist eine Burgruine am Rand von Dufftown in der Region Moray. Sie zählt zu den ältesten steinernen Burgen in Schottland.

## Geschichte
Die Burg wurde in der zweiten Hälfte des 12. Jahrhunderts, wahrscheinlich durch William Comyn oder seinen Sohn Alexander errichtet. Aus dieser Zeit stammt noch die heute erhaltene Ringmauer. 1304 wird das „castle of Mortlach“, eine ältere und an die benachbarte Kirchengemeinde angelehnte Bezeichnung, von König Eduard I. offiziell an John Comyn, 7. Earl of Buchan überschrieben.
In den Schottischen Unabhängigkeitskriegen standen die Comyns zu unterschiedlichen Zeiten auf unterschiedlichen Seiten. Dies führte 1304 zu der Aberkennung aller Würden durch Eduard I., ab 1306 als Unterstützer von John Balliol zur Feindschaft mit Robert the Bruce und am 23. Mai 1308 nach der Niederlage in der Schlacht bei Inverurie zum Exil. Robert the Bruce übertrug Balvenie Castle an seinen Gefolgsmann James Douglas (The Black Douglas) und Begründer der gleichnamigen Linie dieser Familie.
Nach der Ermordung von William Douglas, 8. Earl of Douglas im Jahr 1451 und der Niederschlagung der folgenden Rebellion in der Schlacht von Arkinholm durch König Jakob II. nahm dieser die Ländereien der Douglas in Besitz und verteilte sie an seine Gefolgsleute. Balvenie Castle wurde John Stewart, dem späteren 1. Earl of Atholl zugesprochen und blieb danach für die nächsten 250 Jahre im Besitz der Familie Stewart. 1562 weilte Königin Maria als Gast auf Balvenie Castle.
1595 starb der 5. Earl of Atholl ohne männliche Erben; seine Töchter gaben den Besitz 1610 an die Krone zurück. In der Folge wechselten die Besitzer schnell: James Stewart, 2. Earl of Atholl; John Abernethy, 8. Lord Saltoun; James Stewart of Killeath, bis 1614 die Burg durch Kauf an Robert Innes of Invermarkie ging. Dessen Familie verlor die Burg im Schottischen Bürgerkrieg. 1658 wurde sie an Colonel Sutherland of Kinminity verkauft, der Balvenie Castle aber bereits 1687 wieder verkaufte; neue Besitzer wurden die Duffs of Braco.
Während des Jakobitenaufstands 1689 setzten sich Anhänger der Stuarts in Balvenie Castle fest. Nach dem Selbstmord von William Duff im Jahr 1718 wurde Balvenie Castle verlassen und war bereits wenige Jahre später eine Ruine. Während des Zweiten Jakobitenaufstandes im Jahr 1746 wurde die Burg nochmals von königlichen Truppen genutzt, danach aber endgültig verlassen.

## Beschreibung
Der Bau von Balvenie Castle zeigt drei verschiedene Bauabschnitte, die sich zeitlich eindeutig zuordnen lassen.

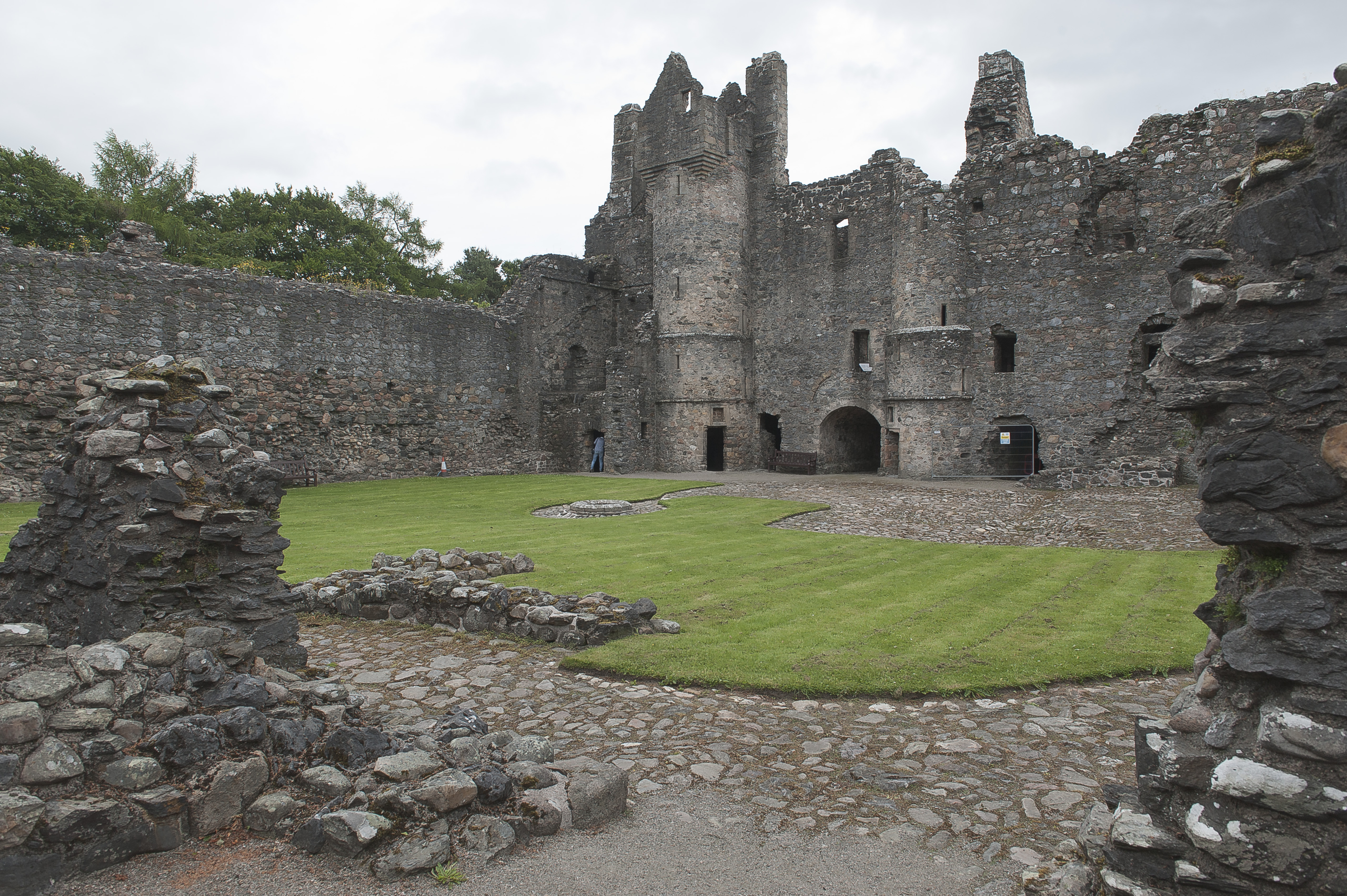
Innenansicht von Balvenie Castle

### 13. Jahrhundert
Aus dieser Zeit stammt die Ringmauer. Sie ist bis zu 2 Meter dick, etwa 6 Meter hoch und umschließt einen annähernd rechteckigen inneren Burghof von etwa 40 × 50 Meter; die Diagonalen verlaufen nahezu exakt in Ost-West- bzw. Nord-Süd-Richtung. Stellenweise sind die Verteidigungsgänge auf der Mauerkrone noch erhalten. Umschlossen wurde die gesamte Anlage mit einem heute größtenteils verfüllten Graben, der zwischen 9 und 12 Meter breit war. An der nördlichen und südlichen Ecke der Burg standen Türme (möglicherweise auch im Osten, wo heute der Rundturm aus dem 16. Jahrhundert erhalten ist). Der nahezu in der Mitte des Burghofes liegende, mit Eichenbrettern ausgekleidete Brunnen stammt wahrscheinlich auch aus dieser Zeit.

### 15. Jahrhundert
Diese Gebäudeteile datieren auf die Zeit, in der James Douglas, 7. Earl of Douglas der Lord von Balvenie war. Sie liegen im südlichen und westlichen Teil des Burghofes entlang der Ringmauer, von ihnen sind nur noch Reste der Fundamente sowie Spuren in der Mauer erhalten. Sie zeigen ein eingeschossiges Gebäude im Süden, welches die Küche und ein kleines Brauhaus sowie einen Lagerraum und eine Treppe zum Westflügel enthielt. Dieser wiederum war zweigeschossig, mit drei kleinen und einem großen Lagerraum zu ebener Erde, darüber in der ersten Etage die Halle sowie einen weiteren großen Raum, der „Great Chamber“ genannt wird. In der Halle gab es eine kleine Latrine, in der „Great Chamber“ ist ein Aborterker zu finden.

### 16. Jahrhundert
Errichtet von John Stewart, 4. Earl of Atholl auf den Grundmauern und zu Lasten der vorangegangenen Strukturen, bietet der „Atholl Lodging“ genannte östliche Bereich auch heute noch einen imposanten Anblick. Auch wenn das äußere Erscheinungsbild einen anderen Anschein erwecken soll: Das Gebäude wurde zu Repräsentationszwecken geschaffen und auf maximale Bequemlichkeit eingerichtet. Die Verteidigungsmöglichkeiten sind nur gering: Fehlende Wehrgänge, große Fenster in den oberen Etagen und nur wenige Schießscharten bieten höchstens Schutz vor persönlichen Feinden. Drei Stockwerke hoch, mit ehemals darüber liegendem Dachstock und einem mächtigen Rundturm an der östlichen Ecke der Anlage wirkt dieser Bau symmetrisch und ausgewogen. Nahezu mittig befindet sich der Zugang zur Burganlage: Ein Durchgang mit gewölbter Decke, der ursprünglich mit einem eisernen Gittertor sowie zwei zusätzlichen eisenverstärkten Holztüren gesichert war. Im Durchgang selbst befindet sich links eine kleine Wachstube ohne Zugang zur Burg.
Betritt man den Burghof und wendet sich dann wieder dem Eingang zu, so fallen zuerst die beiden runden Treppentürme links und rechts des Eingangs auf. Sie gewähren den Zugang zu den oberen Etagen. Der jetzt rechte Teil (Richtung Süden) ist der Versorgungstrakt. In den beiden unteren Etagen befindet sich jeweils ein einzelner großer Raum mit steinerner Gewölbedecke sowie eigener großer Feuerstelle. Der Zugang zur ersten Etage ist auch über eine weitere außen liegende Treppe möglich, die beiden Räume dienten als Küche und Backstube.
Der Raum im zweiten Stockwerk gehörte zu den Gemächern des Earl, dessen Unterkunft den gesamten linken Teil (Richtung Osten) einschließlich des Rundturmes umfasste.
Zu ebener Erde finden sich hier vier Kammern mit Gewölbedecke, möglicherweise einfache Gästequartiere oder Unterkünfte der Bediensteten. Jeder Raum besitzt eine eigene Feuerstelle und eine Latrine in der Außenmauer, drei dieser Räume besitzen zudem kleine Fensteröffnungen in der Form von Schießscharten. Im ersten Stockwerk waren die Halle (als Speise- und Empfangssaal), das äußere Gemach (als Gemäldezimmer), das innere Gemach (im Rundturm als Schlafzimmer des Earl) sowie ein Raum mit unbekanntem Zweck zu finden. Jedes der beiden Gemächer besitzt eine eigene Latrine. Große, mit Eisengittern geschützte Fenster sorgten für genügend Licht und Frischluftzufuhr. Der zweite Stock ist vom Grundriss her identisch mit den drei darunter liegenden Räumen, das vierte Zimmer fehlt jedoch komplett. Dies waren die Unterkünfte der Countess of Atholl, sie wurden auch zur Unterbringung der edelsten Gäste (z. B. Königin Maria im Jahr 1562) genutzt.

## Die Burg heute
Sämtliche aus Holz bestehenden Bauelemente sind verschwunden, es gibt keinerlei Reste mehr von Fenstern oder den Dächern auf Turm oder Gebäude. Weiterer Verfall wurde durch bauliche Maßnahmen aufgehalten, aber außer einigen Steinmetzarbeiten lässt nichts mehr auf die ehemalige Pracht eines Herrensitzes schließen.
Balvenie Castle wurde 1929 im Auftrag der letzten Besitzerin, Alexandra Duff, 2. Duchess of Fife, in staatlichen Besitz übergeben und wird heute von Historic Scotland verwaltet. In direkter Nachbarschaft sind die Whiskydestillerien Glenfiddich und – benannt nach der Burg – Balvenie zu finden.